# Josef Schilowetz
Josef Schilowetz (* 1. Februar 1900 in Pernise, Ungarn; † 2. Dezember 1950 in Jennersdorf) war ein österreichischer Politiker (SPÖ) und Straßenwärter. Schilowetz war verheiratet und von 1946 bis 1949 Abgeordneter zum Burgenländischen Landtag.
Josef Schilowetz wurde als Sohn des Kleinbauern N. Zsilovec aus Pernise geboren. Er arbeitete als Schlosser in Szentgotthárd und war ab 1922 als Metallarbeiter in Kapfenberg beschäftigt. Ab 1930 war er in Jennersdorf als Straßenwärter tätig, wobei er von 1939 bis 1945 während des Zweiten Weltkriegs in der Wehrmacht diente. Nach dem Ende des Krieges war Schilowetz ab 1945 wieder in der Straßenverwaltung eingesetzt.
Schilowetz trat in der Zwischenkriegszeit der Sozialdemokratischen Partei bei und rückte am 25. September 1946 in den Landtag nach, dem er bis zum 4. November 1949 angehörte.